# Печерный, Пётр Петрович
Пётр Петрович Пече́рный (род. 2 сентября 1932, Роище) — советский и украинский художник-декоратор (керамика). Народный художник Украины (1997).

## Биография
Родился 2 сентября 1932 года в селе Роище Черниговского района (ныне Черниговской области) в многодетной семье.
Один из ведущих художников современного декоративного искусства, профессор, член Союза художников Украины (1971), член Президиума Украинского фонда культуры, лауреат литературно-художественной премии им. Ивана Нечуя-Левицкого (1997) и премии им. Екатерины Белокур (2006). С 2000 года работает в Киевском государственном институте декоративно-прикладного искусства и дизайна имени Михаила Бойчука на должности профессора и заведующего кафедры художественных изделий из керамики. 
Получил профессиональную подготовку сначала в Киевском училище декоративно-прикладного искусства, которое в то время находилось на территории Киево-Печерской лавры, а затем в Ленинградском высшем художественно-промышленном училище имени В. И. Мухиной (ныне Санкт-Петербургская государственная художественно-промышленная академия) на факультете декоративно-прикладного искусства по специальности «Керамика, стекло».
В 1966 — 1970 годах работал главным художником на Городницькому фарфоровом заводе Житомирской области, позже возглавлял лабораторию новых форм, красок и деколей Украинского научно-исследовательского института керамики и стекла в Киеве (1970—1973). В 1973—1984 годах работал в творческо-производственном объединении Общества охраны памятников истории и культуры УССР и в творческом объединении «Художник».

## Творчество
В 1970—80-х годах выполнил ряд монументально-декоративных композиций для отделки интерьеров общественных сооружений, среди которых: молодежное кафе в Киеве, дом культуры в Полтаве, завод радиоприборов в Чернигове, вестибюль и ресторан-кафе нового Киевского телецентра и тому подобное.
Широко известными творениями мастера есть серия тарелок «Козак Голота», «Казак Мамай», «Байда» (1982), «Древо жизни» (1985), декоративные скульптуры «Возрождение», «К свету» (2000).
Работы художника находятся во многих музеях Украины, его творчество известно и за рубежом — художественные произведения П. Печорного украшают различные галереи мира.

## Государственные награды
- Орден «За заслуги» III степени (13 ноября 2002 года) — за весомый личный вклад в сохранение и популяризацию культурно-художественного наследия Украины, высокий профессионализм[2]
- Народный художник Украины (27 октября 1997 года) — за весомый личный вклад в развитие национальной культуры, высокий профессионализм[3]
- Национальная премия Украины имени Тараса Шевченко (2013) — за серию керамических тарелок по мотивам произведений Тараса Шевченко;[4]